# وقواق كستنائي الصدر
وقواق كستنائي الصدر (الاسم العلمي: Cacomantis castaneiventris) (بالإنجليزية: Chestnut-breasted Cuckoo)‏ هو نوع من الطيور يتبع جنس الوقواق الكستنائي من فصيلة طيور الوقواق.